# August Winnecke
Friedrich August Theodor Winnecke (5 de febrer 1835 a Groß-Heere, prop de Hannover – 3 de desembre 1897 a Bonn) va ser un astrònom alemany.
Després de completar els seus estudis, treballà a l'observatori de Pulkovo (prop de Sant Petersburg, Rússia) de 1858 a 1865. Posteriorment visqué una llarga temporada a Karlsruhe. També exercí com a professor d'astronomia a l'observatori d'Estrasburg de 1872 a 1881.
Encara que al començament els recursos van ser molt limitats, l'observatori d'Estrasburg va guanyar prestigi sota la seva direcció, construint un nou observatori amb unes de les millors instal·lacions per a la recerca astronòmica de l'època.
Va descobrir o codescobrir un gran nombre de cometes, incloent-hi el cometa periòdic 7P/Pons-Winnecke i el cometa abans anomenat "Pons-Coggia-Winnecke-Forbes", reanomenat posteriorment 27P/Crommelin, ja que va ser Andrew Crommelin, qui va calcular la seva òrbita. Compilà també una llista d'estrelles binàries i descobrí nombroses nebuloses. Winnecke tingué una important participació en l'expedició alemanya per a l'observació del trànsit de Venus de 1874.
Per qüestions de salut Winnecke deixà la seva feina el 1886 i morí el 3 d'agost de 1897 a Bonn.